# Strączyniec

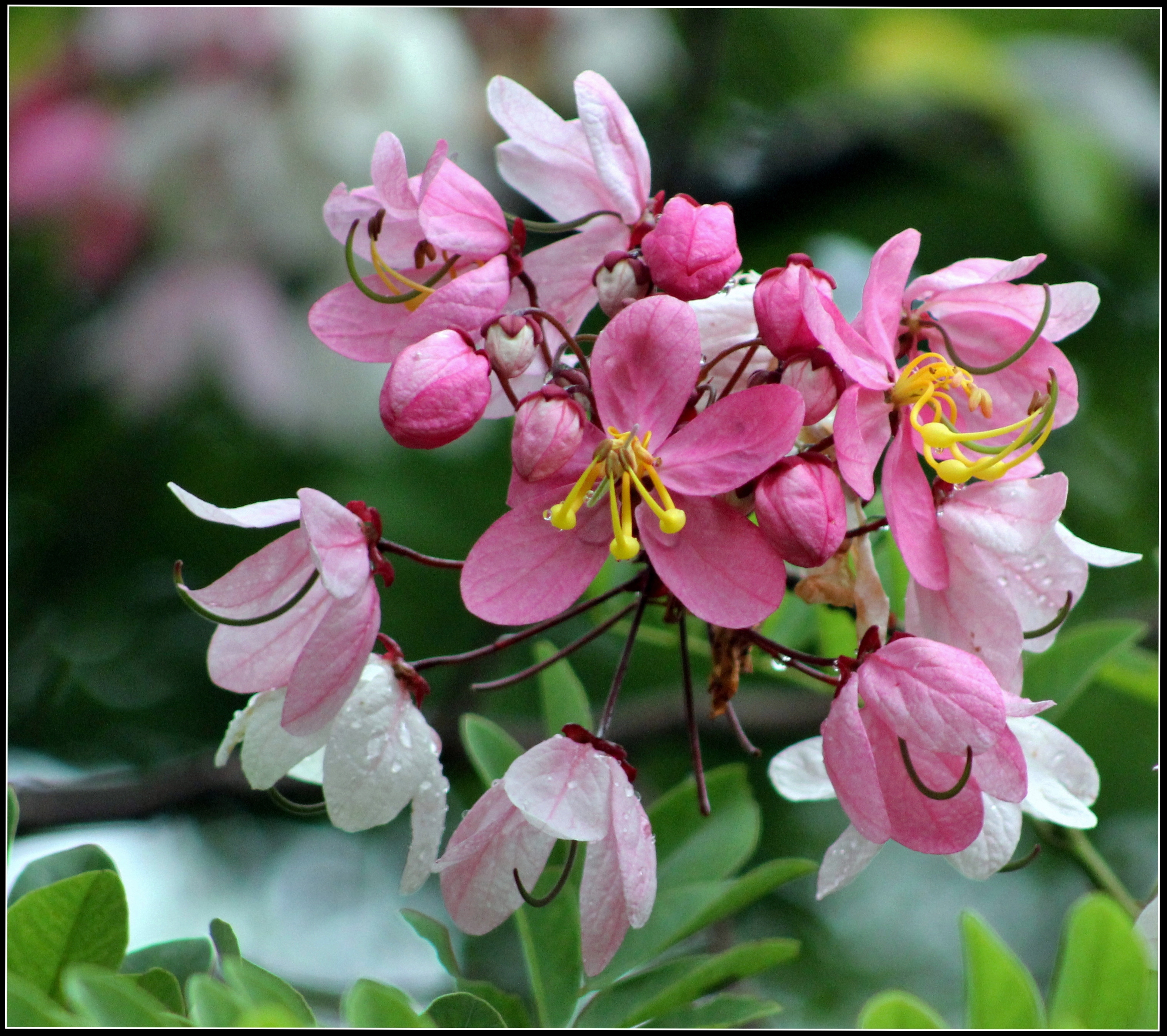
Kwiaty gatunku Cassia javanica

Strączyniec (Cassia L.) – rodzaj roślin należący do rodziny bobowatych (Fabaceae) z podrodziny brezylkowych (Caesalpinioideae). Obejmuje 90 gatunków występujących w ciepłym klimacie. Gatunkiem typowym jest Cassia fistula L. – strączyniec cewiasty.

## Morfologia
Są to drzewa, krzewy lub rośliny zielne. Mają sztywne parzystopierzaste liście. Kwiaty białe, żółte lub czerwone i zebrane w grona. Owocem jest spłaszczony strąk.

## Systematyka
Synonimy.
Bactyrilobium  Willd., Cathartocarpus Pers.
Uwagi taksonomiczne
Do rodzaju tego włączane były liczne gatunki, które według nowszych ujęć taksonomicznych należą do rodzajów Chamaecrista i Senna.
Pozycja rodzaju według APweb (aktualizowany system APG II)
Jeden z rodzajów podrodziny brezylkowych Caesalpinioideae w obrębie bobowatych Fabaceae s.l.
Pozycja w systemie Reveala (1993–1999)
Gromada okrytonasienne Cronquist, podgromada Magnoliophytina Frohne & U. Jensen ex Reveal, klasa Rosopsida Batsch, podklasa różowe Takht., nadrząd Fabanae R. Dahlgren ex Reveal, rząd bobowce Bromhead, rodzina brezylkowate R. Br. in Flinders, podrodzina Cassioideae Kostel, plemię Casieae Bronn, podplemię Cassiinae (DC.) Wight & Arn., rodzaj strączyniec (Cassia L.).
Wykaz gatunków
- Cassia abbreviata Oliv.
- Cassia aciphylla A.Gray
- Cassia afrofistula Brenan
- Cassia agnes (de Wit) Brenan
- Cassia aldabrensis Hemsl.
- Cassia angolensis Hiern
- Cassia arereh Delile
- Cassia artemisioides DC.
- Cassia aubrevillei Pellegr.
- Cassia bakeriana Craib
- Cassia barbinervis (Pittier) Pittier
- Cassia barclayana Sweet
- Cassia brewsteri F.Muell.
- Cassia burttii Baker f.
- Cassia cardiosperma F.Muell.
- Cassia charlesiana Symon
- Cassia chatelainiana Gaudich.
- Cassia circinnata Benth.
- Cassia cladophylla W.Fitzg.
- Cassia concinna Benth.
- Cassia conspicua (G. Don) Vogel
- Cassia coronilloides Benth.
- Cassia costata J.F.Bailey & C.T.White
- Cassia cowanii H.S.Irwin & Barneby
- Cassia curvistyla J.M.Black
- Cassia cuthbertsonii F.Muell.
- Cassia desolata F.Muell.
- Cassia eremophila Vogel
- Cassia fastuosa Benth.
- Cassia ferraria Symon
- Cassia ferruginea (Schrad.) DC.
- Cassia fistula L. – strączyniec cewiasty
- Cassia floribunda Collad.
- Cassia goniodes Benth.
- Cassia grandis L.f.
- Cassia hamersleyensis Symon
- Cassia harneyi Specht
- Cassia helmsii Symon
- Cassia hintonii Sandwith
- Cassia hippophallus Capuron
- Cassia javanica L.
- Cassia johannae Vatke
- Cassia lancangensis Y.Y. Qian
- Cassia leiandra Benth.
- Cassia leptoclada Benth.
- Cassia leptophylla Vogel
- Cassia leucocephala Sensu Bailey
- Cassia luerssenii Domin
- Cassia madagascariensis Bojer
- Cassia magnifolia F.Muell.
- Cassia manicula Symon
- Cassia mannii Oliv.
- Cassia marksiana (Bailey) Domin
- Cassia midas H.S.Irwin & Barneby
- Cassia minutiflora León
- Cassia monserratensis Lundell
- Cassia moschata Kunth
- Cassia mucronulosa (Pittier) J.F. Macbr.
- Cassia nealiae H.S.Irwin & Barneby
- Cassia nemophila Vogel
- Cassia neurophylla W.Fitzg.
- Cassia notabilis F.Muell.
- Cassia oligoclada F.Muell.
- Cassia oligophylla F.Muell.
- Cassia phyllodinea R.Br.
- Cassia pilocarina Symon
- Cassia pinoi (Britton & Rose) Lundell
- Cassia pleurocarpa F.Muell.
- Cassia polymorpha Harms
- Cassia pruinosa F.Muell.
- Cassia psilocarpa Welw.
- Cassia purpurea Roxb.
- Cassia queenslandica C.T.White
- Cassia regia Standl.
- Cassia renigera Benth.
- Cassia retusa Vogel
- Cassia roxburghii DC.
- Cassia rubriflora Ducke
- Cassia rugeoni A. Chev.
- Cassia sieberiana DC.
- Cassia spruceana Benth.
- Cassia stowardii S.Moore
- Cassia stricta (E. Mey.) Steud.
- Cassia sturtii R.Br.
- Cassia succedana Bellardi ex DC.
- Cassia swartzioides Ducke
- Cassia thyrsoidea Brenan
- Cassia tomentella (Benth.) Domin
- Cassia trachypus Mart. ex Benth.
- Cassia venusta F.Muell.